# Здравець (Разградська область)
Здра́вець (болг. Здравец) — село в Разградській області Болгарії. Входить до складу общини Самуїл.

## Населення
За даними перепису населення 2011 року у селі проживали 378 осіб.
Національний склад населення села:
| Національність   | Кількість осіб | Відсоток |
| ---------------- | -------------- | -------- |
| турки            | 310            | 85,9%    |
| болгари          | 38             | 10,5%    |
| не визначились   | 11             | 3,0%     |
| Всього відповіли | 361            |          |

Розподіл населення за віком у 2011 році:
Динаміка населення: